# Susi Susanti
Susi Susanti (n. 11 februarie 1971, Tasikmalaya, Provincia Java de Vest, Indonezia) este o jucătoare de badminton ce a reprezentat Indonezia, medaliată olimpică. A participat la 2 ediții ale Jocurilor Olimpice (1992, 1996) în care a câștigat o medalie de aur și o medalie de bronz.